# Alena Poláčková
Alena Poláčková (née le 6 novembre 1964 à Bojnice, Tchécoslovaquie) est une juriste slovaque et juge à la Cour européenne des droits de l'homme.

## Éducation
En 1982, elle s'inscrit à la Faculté de droit de l'Université Comenius de Bratislava, d'où elle obtient une maîtrise en 1988. Entre 1991 et 1994, elle assiste un juge au tribunal régional de Bratislava. En 1996, elle retourne à l'Université Comenius où elle obtient son doctorat en 2001.

## Carrière professionnelle
Après avoir obtenu son diplôme en 1988, elle enseigne le droit à l'École secondaire économique jusqu'en 1991. En 1991, elle entre dans l'administration publique et est nommée juge au ministère slovaque de la Justice. Entre 1994 et 2004, elle est nommée juge au tribunal de district de Bratislava où elle traite des affaires civiles, commerciales et administratives. En 2004, elle est juge en droit administratif à la Cour suprême de Slovaquie. Après avoir représenté la République slovaque devant la Cour européenne des droits de l'homme en 2005 et 2006, elle revient à la Cour suprême de Slovaquie en 2007, devenant présidente de la section du droit administratif entre 2011 et 2015. En septembre 2015, elle est élue pour remplacer Jan Šikuta (en) à la Cour européenne des droits de l'homme. Sa nomination intervient après que trois autres candidats au poste aient été rejetés, l'un par le parlement slovaque et les autres par l'Assemblée parlementaire du Conseil de l'Europe.